# Jakob Wygodski

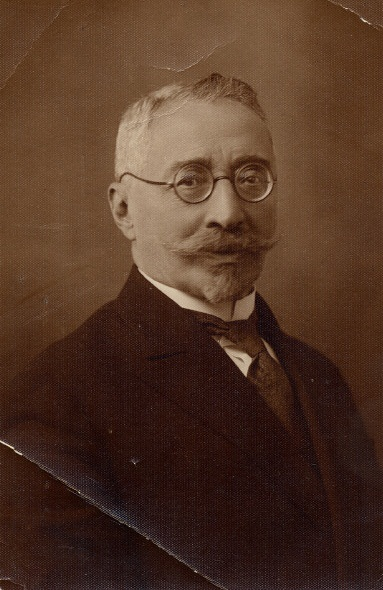
Jakub Wygodzki (1933)

Jakob Wygodski (auch andere Schreibweisen des Namens, geboren 3. April 1856 in Babrujsk, Russisches Kaiserreich; gestorben im August 1941 in Wilna, Litauen) war ein litauischer Arzt und Politiker.    

## Leben
Jakob Wygodskis Familie zog 1860 nach Wilna. Er besuchte das Gymnasium in Mariampol und studierte Medizin an der russischen Militärakademie in St. Petersburg. Er besuchte außerdem die Universitäten in Paris, Wien und Berlin und spezialisierte sich auf die Gynäkologie. Er wurde 1882 promoviert und ging 1883 als Arzt zurück nach Wilna. Er publizierte Fachartikel in medizinischen Fachzeitschriften und allgemeine Artikel und Essays in Tageszeitungen in polnischer, jiddischer und deutscher Sprache. Wygodski engagierte sich ab 1905 in der Kadettenpartei. 
Er wurde Vorsitzender der jüdischen Gemeinde (Kehillah) Wilnas und unterstützte die zionistischen Bestrebungen unter den Juden Osteuropas. In Wilna lebten über 50.000 Juden, es galt als das „Jerusalem des Ostens“. Er war ein Förderer der jiddischen Theatergruppe Wilnaer Truppe. 
Nach der deutschen Eroberung Wilnas im Ersten Weltkrieg war er Herausgeber der jiddischen Tageszeitung Flugblat. Als Vertreter der Interessen der jüdischen Bevölkerung wurde er im März 1917 von der deutschen Besatzungsmacht in Czersk und in Celle inhaftiert.  
Bis zur polnischen Eroberung Wilnas im Jahr 1919 war er Minister für jüdische Angelegenheiten  der 1918 gegründeten Republik Litauen und war von 1919 bis 1929 Mitglied im Stadtparlament von Wilna, das ihm zu Ehren an seinem 80. Geburtstag die Kinder- und Frauenklinik der Stadt nach ihm benannte. 1919/20 gab er die Zeitungen Di yidishe tsaytung und Vilner togblat heraus. In der Republik Polen wurde er 1922 auf der Liste des Blok Mniejszości Narodowych (Block der nationalen Minoritäten, BMN) in den polnischen Sejm gewählt und 1928 wiedergewählt, er schied 1930 aus. In der Zwischenkriegszeit wurde Wygodski Opfer antisemitischer Übergriffe aus der polnischen Bevölkerung Wilnas. 
Wilna wurde nach der Eroberung Polens gemäß dem Hitler-Stalin-Pakt  Ende 1939 Teil Litauens, bevor dieses 1940 als Litauische SSR der Sowjetunion einverleibt wurde. 
Wygodski organisierte Hilfe für die zahlreichen jüdischen Flüchtlinge aus dem von den Deutschen besetzten Polen. 
Nach der deutschen Eroberung Wilnas im August 1941 wurde Wygodski von der deutschen Besatzung unter Führung von Franz Murer in den Judenrat des von den Deutschen eingerichteten  Wilnaer Zwangsghettos befohlen. Er verweigerte die Zusammenarbeit mit den Deutschen und wurde von der deutschen SS festgenommen und im Lukiškės-Gefängnis ermordet.

## Familie
Wygodskis Tochter Aleksandra Brusztein (1884–1968) war eine russische Schriftstellerin, eine Enkelin war die Ballerina und Choreografin Nadeschda Nadeschdina (1908–1979).

## Schriften (Auswahl)
- In shturm: Zikhroynes fun di okupatsye-tsaytn. Wilna, 1926 (beschreibt die deutsche Besetzung Wilnas)
- In gehenem, zikhroynes fun di daytshe tfises beshas der velt-milkhome. Wilna, 1927 (beschreibt seine Gefangenschaft in Deutschland)
- In sambatyen, zikhroynes fun tsveytn seym, 1922-1927. Wilna, 1931 (beschreibt seine politischen Erfahrungen im polnischen Parlament)
- Di yinge yohren.